# Râul Valea Nesecată
Râul Valea Nesecată este un curs de apă, afluent al râului Gepiu. 

## Hărți
- Harta munții Apuseni